# Issy-les-Moulineaux
Issy-les-Moulineaux (wymowaⓘ) – miejscowość i gmina we Francji, w regionie Île-de-France, w departamencie Hauts-de-Seine. Przez miejscowość przepływa Sekwana.
Miasto jest stolicą dwóch kantonów:
- Issy-les-Moulineaux-Est
- Issy-les-Moulineaux-Ouest.

Według danych na rok 2012 gminę zamieszkiwało 65 322 osób, a gęstość zaludnienia wynosiła 15 370 osób/km². Wśród 1287 gmin regionu Île-de-France Issy-les-Moulineaux plasuje się na 734. miejscu pod względem powierzchni.

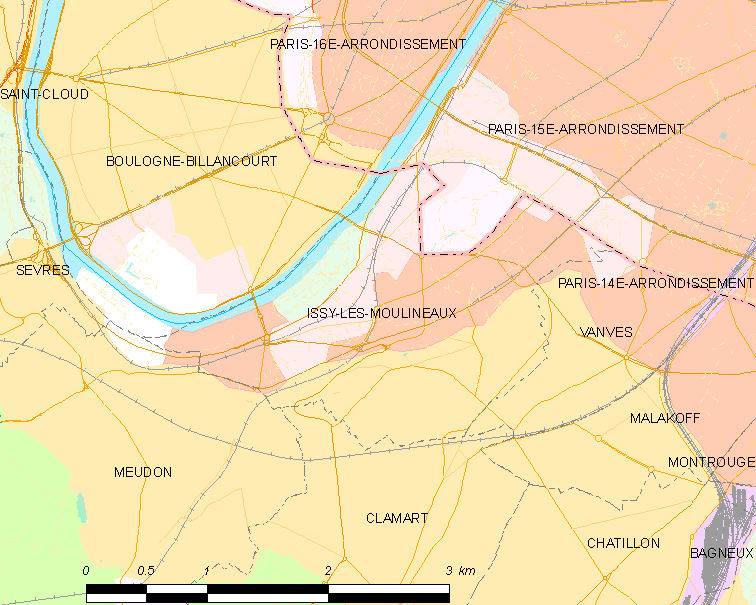
Mapa miasta Issy-les-Moulineaux

Położenie Issy-les-Moulineaux w ramach aglomeracji paryskiej

W miejscowości znajduje się główna siedziba telewizji Eurosport oraz France 24. W przeszłości znajdowały się tu zakłady zbrojeniowe Ateliers de construction d’Issy-les-Moulineaux.
Od 1996 r. polskie Seminarium w Paryżu mieści się w Issy-les-Moulineaux.

## Sport
Klub piłki ręcznej kobiet w gminie to Paris 92.

## Współpraca
Miejscowość partnerska:
- Frameries, Belgia